# Ligue 1 (2014/2015)/Wyniki spotkań – runda wiosenna

## Runda wiosenna (9 stycznia - 23 maja)
Źródło:

### 20. kolejka (9 stycznia – 11 stycznia)
| 9 stycznia 2015 20:30 | Montpellier HSC · Bérigaud 39' · Lasne 62' | 2:1(1:0)Raport | Olympique Marsylia · 68' Omrani                | Stade de la Mosson, Montpellier Widzów: 20 840 Sędzia: Benoît Bastien (Lotaryngia) |
|                       |                                            |                | kartki: · 18' Mendy · 71' Omrani · 78' Thauvin |                                                                                    |

| 10 stycznia 2015 17:00 | Bastia · Boudebouz 32' (k.) · Modesto 45' · Palmieri 56', 89' | 4:2(2:2)Raport | Paris Saint-Germain · 10' Lucas · 20' Rabiot | Stade Armand Cesari, Bastia Widzów: 13 028 Sędzia: Fredy Fautrel (Dolna Normandia) |
|                        | kartki: · Boudebouz 47' · Gillet 69' · Palmieri 81'           |                | kartki: · 41' Luiz                           |                                                                                    |

| 10 stycznia 2015 20:00 | Evian · Thomasson 62'                              | 1:1(0:0)Raport | Stade Rennes · 66' Ntep | Parc des Sports, Annecy Widzów: 8 011 Sędzia: Antony Gautier (Nord-Pas-de-Calais) |
|                        | kartki: · Sorlin 64' · Cambon 81' · Abdallah 90+1' |                |                         |                                                                                   |

| 10 stycznia 2015 20:00 | EA Guingamp · Mandanne 17' · Beauvue 76' (k.) | 2:0(1:0)Raport | RC Lens                                               | Stade du Roudourou, Guingamp Widzów: 13 520 Sędzia: Clément Turpin (Burgundia) |
|                        | kartki: · Sankharé 61'                        |                | kartki: · 49' El Jadeyaoui · 71' Valdivia · 85' Sylla |                                                                                |

| 10 stycznia 2015 20:00 | Lille OSC · Frey 20' | 1:0(1:0)Raport | SM Caen             | Stade Pierre-Mauroy, Villeneuve-d’Ascq Widzów: 34 334 Sędzia: Olivier Thual (Akwitania) |
|                        | kartki: · Kjær 36'   |                | kartki: · 59' Féret |                                                                                         |

| 10 stycznia 2015 20:00 | OGC Nice · Bauthéac 30' (k.) · Bosetti 60' · Carlos Eduardo 67' | 3:1(1:1)Raport | Lorient · 6' Jeannot  | Allianz Riviera, Nicea Widzów: 16 141 Sędzia: Wilfried Bien (Rodan-Alpy) |
|                        | kartki: · Bodmer 5'                                             |                | kartki: · 62' Mesloub |                                                                          |

| 10 stycznia 2015 20:00 | Stade de Reims · Cohade 90' (sam.)                       | 1:2(0:1)Raport | AS Saint-Étienne · 44' Mollo · 50' Hamouma | Stade Auguste Delaune, Reims Widzów: 15 013 Sędzia: Sébastien Moreira (Franche-Comté) |
|                        | kartki: · Conte 30', 90' · Roberge 43' · Charbonnier 58' |                | kartki: · 32' Corgnet                      |                                                                                       |

| 11 stycznia 2015 17:00 | Olympique Lyon · Lacazette 14', 27' · Fekir 48' | 3:0(2:0)Raport | Toulouse FC                                       | Stade Gerland, Lyon Widzów: 35 928 Sędzia: Philippe Kalt (Alzacja) |
|                        | kartki: · Dabo 39'                              |                | kartki: · 57' Trejo · 61' Tisserand · 77' Aguilar |                                                                    |

| 11 stycznia 2015 17:00 | FC Nantes            | 0:0Raport | FC Metz                                        | Stade de la Beaujoire, Nantes Widzów: 28 090 Sędzia: Bartolomeu Varela (Bretania) |
|                        | kartki: · Bammou 90' |           | kartki: · 72' Carrasso · 88' N’Daw · 90' Milán |                                                                                   |

| 11 stycznia 2015 21:00 | AS Monaco              | 0:0Raport | Girondins Bordeaux   | Stadion Ludwika II, Monako Widzów: 5 579 Sędzia: Stéphane Lannoy (Nord-Pas-de-Calais) |
|                        | kartki: · Bakayoko 89' |           | kartki: · 66' Sertic |                                                                                       |

### 21. kolejka (16 stycznia – 18 stycznia)
| 16 stycznia 2015 20:30 | Girondins Bordeaux · Rolán 33' (k.) | 1:2(1:0)Raport | OGC Nice · 66' Amavi · 90' Pléa                                       | Stade Chaban-Delmas, Bordeaux Widzów: 13 953 Sędzia: Benoît Millot (Île-de-France) |
|                        | kartki: · Sertic 26' · Contento 37' |                | kartki: · 27' Genevois · 32' Hassen · 37' Puel · 48' Amavi · 65' Pléa |                                                                                    |

| 17 stycznia 2015 17:00 | RC Lens | 0:2(0:2)Raport | Olympique Lyon · 22' (sam.) Gbamin · 26' (k.) Lacazette | Stade de la Licorne, Amiens Widzów: 11 173 Sędzia: Amaury Delerue (Akwitania) |
|                        |         |                |                                                         |                                                                               |

| 17 stycznia 2015 20:00 | SM Caen · Roberge 4' (sam.) · Yahia 8' · Privat 30' · Koita 76' (k.) | 4:1(3:1)Raport | Stade de Reims · 27' (k.) Charbonnier                  | Stade Michel d’Ornano, Caen Widzów: 13 193 Sędzia: Nicolas Rainville (Langwedocja-Roussillon) |
|                        | kartki: · Kanté 70'                                                  |                | kartki: · 15' Bourillon · 32' Devaux · 78' Charbonnier |                                                                                               |

| 17 stycznia 2015 20:00 | Lorient · Guerreiro 59'              | 1:0(0:0)Raport | Lille OSC              | Stade Yves Allainmat, Lorient Widzów: 12 026 Sędzia: Philippe Kalt (Alzacja) |
|                        | kartki: · Pedrinho 38' · Mostefa 84' |                | kartki: · 43' Koubemba |                                                                              |

| 17 stycznia 2015 20:00 | FC Metz · Ngbakoto 20' (k.) · Bussmann 38' | 2:3(2:1)Raport | Montpellier HSC · 17' (k.), 53', 69' Barrios | Stade Municipal Saint-Symphorien, Metz Widzów: 16 786 Sędzia: Alexandre Castro (Rodan-Alpy) |
|                        |                                            |                | kartki: · 17' Dabo                           |                                                                                             |

| 17 stycznia 2015 20:00 | AS Monaco · Silva 73'           | 1:0(0:0)Raport | FC Nantes           | Stadion Ludwika II, Monako Widzów: 5 692 Sędzia: Sébastien Desiage (Rodan-Alpy) |
|                        | kartki: · Ferreira Carrasco 59' |                | kartki: · 38' Gakpé |                                                                                 |

| 17 stycznia 2015 20:00 | Toulouse FC · Braithwaite 78' | 1:1(0:0)Raport | Bastia · 48' (sam.) Ahamada | Stadium Municipal, Tuluza Widzów: 10 215 Sędzia: Frank Schneider (Alzacja) |
|                        | kartki: · Grigore 84'         |                | kartki: · 47' Koné          |                                                                            |

| 18 stycznia 2015 14:00 | Paris Saint-Germain · Luiz 30' · Verratti 38' · Pastore 74' · Cavani 89' | 4:2(2:1)Raport | Evian · 14' Barbosa · 63' (sam.) van der Wiel | Parc des Princes, Paryż Widzów: 45 561 Sędzia: Bartolomeu Varela (Bretania) |
|                        | kartki: · Verratti 61' · Pastore 63' · Luiz 81'                          |                | kartki: · 77' Thomasson                       |                                                                             |

| 18 stycznia 2015 17:00 | Stade Rennes            | 0:0Raport | AS Saint-Étienne    | Stade de la Route de Lorient, Rennes Widzów: 17 555 Sędzia: Stéphane Lannoy (Nord-Pas-de-Calais) |
|                        | kartki: · Fernandes 28' |           | kartki: · 30' Mollo |                                                                                                  |

| 18 stycznia 2015 21:00 | Olympique Marsylia · Lemina 85' · Gignac 89'     | 2:1(0:0)Raport | EA Guingamp · 90+1' (k.) Beauvue | Stade Vélodrome, Marsylia Widzów: 42 601 Sędzia: Wilfried Bien (Rodan-Alpy) |
|                        | kartki: · Dja Djédjé 22' · Morel 72' · Fanni 90' |                | kartki: · 17' Angoua             |                                                                             |

### 22 kolejka (23 stycznia - 25 stycznia)
| 23 stycznia 2015 20:30 | OGC Nice · Genevois 47' · Hult 73'                             | 2:1(0:0)Raport | Olympique Marsylia · 77' Thauvin                 | Allianz Riviera, Nicea Widzów: 25 407 Sędzia: Antony Gautier (Nord-Pas-de-Calais) |
|                        | kartki: · Gomis 51', 53' · Pléa 53' · Mendy 87' · Bauthéac 89' |                | kartki: · 36' Aloé · 59' Imbula · 64' Dja Djédjé |                                                                                   |

| 24 stycznia 2015 17:00 | Lille OSC                           | 0:1(0:0)Raport | AS Monaco · 57' Berbatow                       | Stade Pierre-Mauroy, Villeneuve-d’Ascq Widzów: 34 898 Sędzia: Fredy Fautrel (Dolna Normandia) |
|                        | kartki: · Delaplace 52' · Lopes 58' |                | kartki: · 72' Ferreira Carrasco · 76' Toulalan |                                                                                               |

| 24 stycznia 2015 20:00 | Bastia                                                  | 0:0Raport | Girondins Bordeaux                  | Stade Armand Cesari, Bastia Widzów: 11 571 Sędzia: Saïd Ennjimi (Centre Ouest) |
|                        | kartki: · Leca 45' · Squillaci 45+1' · Cahuzac 54', 62' |           | kartki: · 45' Thelin · 87' Contento |                                                                                |

| 24 stycznia 2015 20:00 | EA Guingamp · Beauvue 19', 76' (k.) · Mandanne 69'  | 3:2(1:0)Raport | Lorient · 72' (k.) Jeannot · 90+2' (sam.) Lévêque | Stade du Roudourou, Guingamp Widzów: 13 764 Sędzia: Tony Chapron (Rodan-Alpy) |
|                        | kartki: · Diallo 28' · Sankharé 28', 80' · Pied 47' |                | kartki: · 55' Lautoa                              |                                                                               |

| 24 stycznia 2015 20:00 | Montpellier HSC · Lasne 8' · Bérigaud 57' · Mounier 78' · Barrios 82' | 4:0(1:0)Raport | FC Nantes                             | Stade de la Mosson, Montpellier Widzów: 11 037 Sędzia: Clément Turpin (Burgundia) |
|                        |                                                                       |                | kartki: · 48' Djidji · 90+3' Veretout |                                                                                   |

| 25 stycznia 2015 14:00 | Evian · Thomasson 4' | 1:0(1:0)Raport | Toulouse FC                                   | Parc des Sports, Annecy Widzów: 8 022 Sędzia: Benoît Bastien (Lotaryngia) |
|                        |                      |                | kartki: · 57' Blin · 61' Ninkov · 80' Grigore |                                                                           |

| 25 stycznia 2015 14:00 | Olympique Lyon · Lacazette 31' (k.) · Tolisso 83' | 2:0(1:0)Raport | FC Metz                                       | Stade Gerland, Lyon Widzów: 36 580 Sędzia: Olivier Thual (Akwitania) |
|                        | kartki: · Umtiti 45' · Dabo 53'                   |                | kartki: · 29' Milán · 49' Sarr · 51' Rivierez |                                                                      |

| 25 stycznia 2015 17:00 | Stade de Reims                          | 0:0Raport | RC Lens               | Stade Auguste Delaune, Reims Widzów: 13 813 Sędzia: Lionel Jaffredo (Bretania) |
|                        | kartki: · Bourillon 12' · Tacalfred 36' |           | kartki: · 17' Cyprien |                                                                                |

| 25 stycznia 2015 17:00 | Stade Rennes · André 15' | 1:4(1:1)Raport | SM Caen · 4' Privat · 50' Nangis · 85' Féret · 89' Da Silva | Stade de la Route de Lorient, Rennes Widzów: 18 091 Sędzia: Sébastien Moreira (Franche-Comté) |
|                        |                          |                |                                                             |                                                                                               |

| 25 stycznia 2015 21:00 | AS Saint-Étienne                            | 0:1(0:0)Raport | Paris Saint-Germain · 61' (k.) Ibrahimović          | Stade Geoffroy-Guichard, Saint-Étienne Widzów: 32 302 Sędzia: Ruddy Buquet (Pikardia) |
|                        | kartki: · van Wolfswinkel 20' · Tabanou 28' |                | kartki: · 72' Lucas · 89' Motta · 90+3' Ibrahimović |                                                                                       |

### 23 kolejka (30 stycznia - 1 lutego)
| 30 stycznia 2015 20:30 | Paris Saint-Germain · Lavezzi 29'     | 1:0(1:0)Raport | Stade Rennes            | Parc des Princes, Paryż Widzów: 44 955 Sędzia: Philippe Kalt (Alzacja) |
|                        | kartki: · Marquinhos 37' · Cabaye 56' |                | kartki: · 28' Fernandes |                                                                        |

| 31 stycznia 2015 16:30 | Olympique Marsylia · Gignac 49' (k.) | 1:0(0:0)Raport | Evian                           | Stade Vélodrome, Marsylia Widzów: 46 579 Sędzia: Frank Schneider (Alzacja) |
|                        |                                      |                | kartki: · 28' Koné · 90+2' Fall |                                                                            |

| 31 stycznia 2015 20:00 | RC Lens · Kantari 80' (k.) | 1:1(0:0)Raport | Bastia · 62' (k.) Boudebouz           | Stade de la Licorne, Amiens Widzów: 7 985 Sędzia: Alexandre Castro (Rodan-Alpy) |
|                        | kartki: · Bourigeaud 87'   |                | kartki: · 79' Squillaci · 80' Romaric |                                                                                 |

| 31 stycznia 2015 20:00 | Lorient                              | 0:0Raport | Montpellier HSC        | Stade Yves Allainmat, Lorient Widzów: 11 549 Sędzia: Benoît Millot (Île-de-France) |
|                        | kartki: · Bellugou 66' · Lavigne 80' |           | kartki: · 81' Deplagne |                                                                                    |

| 31 stycznia 2015 20:00 | FC Metz                        | 0:0Raport | OGC Nice                        | Stade Municipal Saint-Symphorien, Metz Widzów: 15 115 Sędzia: Nicolas Rainville (Langwedocja-Roussillon) |
|                        | kartki: · Sarr 12' · N’Daw 28' |           | kartki: · 19' Puel · 73' Maupay | |

| 31 stycznia 2015 20:00 | FC Nantes · Vizcarrondo 80' | 1:1(0:1)Raport | Lille OSC · 14' Delaplace | Stade de la Beaujoire, Nantes Widzów: 19 252 Sędzia: Mikael Lesage (Dolna Normandia) |
|                        | kartki: · Veretout 59'      |                | kartki: · 56' Pavard      |                                                                                      |

| 31 stycznia 2015 20:00 | Toulouse FC · Pešić 43'                       | 1:0(1:0)Raport | Stade de Reims                  | Stadium Municipal, Tuluza Widzów: 17 987 Sędzia: Stéphane Jochem (Paryż) |
|                        | kartki: · Didot 15' · Pešić 44' · Doumbia 83' |                | kartki: · 7' Weber · 89' Fortes |                                                                          |

| 1 lutego 2015 14:00 | SM Caen · Féret 41'                 | 1:0(1:0)Raport | AS Saint-Étienne                    | Stade Michel d’Ornano, Caen Widzów: 19 432 Sędzia: Bartolomeu Varela (Bretania) |
|                     | kartki: · Da Silva 42' · Nangis 63' |                | kartki: · 83' Clément · 87' Lemoine |                                                                                 |

| 1 lutego 2015 17:00 | Girondins Bordeaux · Poundje 56'                  | 1:1(0:1)Raport | EA Guingamp · 28' Beauvue                                   | Stade Chaban-Delmas, Bordeaux Widzów: 16 104 Sędzia: Sébastien Desiage (Rodan-Alpy) |
|                     | kartki: · Chantome 33' · Poundje 78' · Plašil 79' |                | kartki: · 35' Coco · 71' Lévêque · 76' Beauvue · 82' Mathis |                                                                                     |

| 1 lutego 2015 21:00 | AS Monaco           | 0:0Raport | Olympique Lyon     | Stadion Ludwika II, Monako Widzów: 7 161 Sędzia: Benoît Millot (Île-de-France) |
|                     | kartki: · Dirar 27' |           | kartki: · 16' Dabo |                                                                                |

### 24 kolejka (6 lutego - 8 lutego)
| 6 lutego 2015 20:30 | AS Saint-Étienne · N’Guémo 18' · Mollo 57' · Erdinç 83' | 3:3(1:0)Raport | RC Lens · 60', 69' (k.) Touzghar · 77' Chavarría | Stade Geoffroy-Guichard, Saint-Étienne Widzów: 31 974 Sędzia: Olivier Thual (Akwitania) |
|                     | kartki: · Baysse 27' · Hamouma 71' · Lemoine 88'        |                | kartki: · 72' Kantari · 88' Valdivia             |                                                                                         |

| 7 lutego 2015 16:00 | Stade Rennes · Toivonen 27'           | 1:1(1:0)Raport | Olympique Marsylia · 60' Ocampos                          | Stade de la Route de Lorient, Rennes Widzów: 25 322 Sędzia: Amaury Delerue (Akwitania) |
|                     | kartki: · Henrique 39' · Toivonen 83' |                | kartki: · 35' Imbula · 75' Morel · 83' Payet · 83' Lemina |                                                                                        |

| 7 lutego 2015 20:00 | Bastia · Kamano 65' · Boudebouz 79' (k.) | 2:0(0:0)Raport | FC Metz                                                          | Stade Armand Cesari, Bastia Widzów: 11 399 Sędzia: Stéphane Lannoy (Nord-Pas-de-Calais) |
|                     | kartki: · Modesto 45'                    |                | kartki: · 3' N’Daw · 38', 50' Milán · 45' Palomino · 79' Marchal |                                                                                         |

| 7 lutego 2015 20:00 | SM Caen · Privat 17' · Féret 72' (k.) | 2:0(1:0)Raport | Toulouse FC                          | Stade Michel d’Ornano, Caen Widzów: 13 960 Sędzia: Wilfried Bien (Rodan-Alpy) |
|                     |                                       |                | kartki: · 4' Doumbia · 54' Tisserand |                                                                               |

| 7 lutego 2015 20:00 | Evian              | 0:1(0:1)Raport | Girondins Bordeaux · 11' Khazri                     | Parc des Sports, Annecy Widzów: 10 033 Sędzia: Lionel Jaffredo (Bretania) |
|                     | kartki: · Sunu 49' |                | kartki: · 42' Mariano · 67' Khazri · 90+3' Contento |                                                                           |

| 7 lutego 2015 20:00 | Montpellier HSC · Dabo 90+2' | 1:2(0:1)Raport | Lille OSC · 9' Roux · 53' Lopes | Stade de la Mosson, Montpellier Widzów: 10 635 Sędzia: Sébastien Moreira (Franche-Comté) |
|                     |                              |                | kartki: · 31' Mavuba            |                                                                                          |

| 7 lutego 2015 20:00 | Stade de Reims · Moukandjo 42' | 1:3(1:0)Raport | Lorient · 50' Gassama · 63' Guerreiro · 85' Jeannot | Stade Auguste Delaune, Reims Widzów: 11 757 Sędzia: Benoît Bastien (Lotaryngia) |
|                     | kartki: · Signorino 73'        |                | kartki: · 42' Lecomte                               |                                                                                 |

| 8 lutego 2015 14:00 | EA Guingamp · Lévêque 51'                            | 1:0(0:0)Raport | AS Monaco                                     | Stade du Roudourou, Guingamp Widzów: 13 532 Sędzia: Ruddy Buquet (Pikardia) |
|                     | kartki: · Diallo 22' · Jacobsen 29' · Yatabaré 90+1' |                | kartki: · 31' Ferreira Carrasco · 36' Wallace |                                                                             |

| 8 lutego 2015 17:00 | OGC Nice                           | 0:0Raport | FC Nantes                                | Allianz Riviera, Nicea Widzów: 18 062 Sędzia: Tony Chapron (Rodan-Alpy) |
|                     | kartki: · Bauthéac 17' · Palun 21' |           | kartki: · 45' Vizcarrondo · 72' Alhadhur |                                                                         |

| 8 lutego 2015 21:00 | Olympique Lyon · N’Jie 31'                      | 1:1(1:0)Raport | Paris Saint-Germain · 69' (k.) Ibrahimović | Stade Gerland, Lyon Widzów: 37 581 Sędzia: Clément Turpin (Burgundia) |
|                     | kartki: · Fekir 67' · Umtiti 68' · Gonalons 69' |                | kartki: · 43' Cavani · 81' Cabaye          |                                                                       |

### 25 kolejka (13 lutego - 15 lutego)
| 13 lutego 2015 20:30 | Olympique Marsylia · Payet 58' · Ayew 69' | 2:2(0:1)Raport | Stade de Reims · 6' de Préville · 90' N’Gog | Stade Vélodrome, Marsylia Widzów: 43 653 Sędzia: Philippe Kalt (Alzacja) |
|                      | kartki: · Thauvin 31'                     |                | kartki: · 43' Devaux · 69' Mandi            |                                                                          |

| 14 lutego 2015 16:00 | Paris Saint-Germain · Ibrahimović 2' · Lavezzi 40' | 2:2(2:0)Raport | SM Caen · 89' Sala · 90+2' Bazile                | Parc des Princes, Paryż Widzów: 45 571 Sędzia: Frank Schneider (Alzacja) |
|                      | kartki: · Ibrahimović 2'                           |                | kartki: · 36' Da Silva · 59' Bazile · 87' Adeoti |                                                                          |

| 14 lutego 2015 20:00 | RC Lens                   | 0:2(0:2)Raport | Evian · 19', 35' Duhamel                         | Stade de la Licorne, Amiens Widzów: 7 899 Sędzia: Ruddy Buquet (Pikardia) |
|                      | kartki: · Baal 43', 90+2' |                | kartki: · 61' Sabaly · 67' Abdallah · 90+2' Wass |                                                                           |

| 14 lutego 2015 20:00 | Lille OSC                                                     | 0:0Raport | OGC Nice                                         | Stade Pierre-Mauroy, Villeneuve-d’Ascq Widzów: 35 053 Sędzia: Bartolomeu Varela (Bretania) |
|                      | kartki: · Lopes 35' · Sidibé 42' · Balmont 44' · Mavuba 45+1' |           | kartki: · 42' Genevois · 69' Pléa · 70' Bauthéac |                                                                                            |

| 14 lutego 2015 20:00 | FC Nantes                                                          | 0:2(0:1)Raport | Bastia · 30' Sio · 75' Ayité      | Stade de la Beaujoire, Nantes Widzów: 19 789 Sędzia: Mikael Lesage (Dolna Normandia) |
|                      | kartki: · Djilobodji 36' · Aristeguieta 64' · Riou 67' · Deaux 79' |                | kartki: · 35' Squillaci · 49' Sio |                                                                                      |

| 14 lutego 2015 20:00 | Toulouse FC · Trejo 9' · Pešić 84' | 2:1(1:0)Raport | Stade Rennes · 82' Toivonen | Stadium Municipal, Tuluza Widzów: 14 786 Sędzia: Alexandre Castro (Rodan-Alpy) |
|                      | kartki: · Regattin 89'             |                | kartki: · 62' M’Bengue      |                                                                                |

| 15 lutego 2015 14:00 | Girondins Bordeaux · Rolán 42' | 1:0(1:0)Raport | AS Saint-Étienne                     | Stade Chaban-Delmas, Bordeaux Widzów: 27 661 Sędzia: Antony Gautier (Nord-Pas-de-Calais) |
|                      |                                |                | kartki: · 90' Gradel · 90+2' Lemoine |                                                                                          |

| 15 lutego 2015 17:00 | FC Metz                                        | 0:2(0:2)Raport | EA Guingamp · 26' Mandanne · 39' Pied | Stade Municipal Saint-Symphorien, Metz Widzów: 20 252 Sędzia: Benoît Millot (Île-de-France) |
|                      | kartki: · N’Daw 58' · Métanire 81' · Maïga 89' |                | kartki: · 74' Yatabaré                |                                                                                             |

| 15 lutego 2015 21:00 | Lorient · Ayew 50'   | 1:1(0:0)Raport | Olympique Lyon · 78' N’Jie                       | Stade Yves Allainmat, Lorient Widzów: 14 354 Sędzia: Stéphane Lannoy (Nord-Pas-de-Calais) |
|                      | kartki: · Koné 90+2' |                | kartki: · 45' Gonalons · 50' Bedimo · 86' Jallet |                                                                                           |

| 7 kwietnia 2015 19:00 | AS Monaco             | 0:0Raport | Montpellier HSC                 | Stadion Ludwika II, Monako Widzów: 5 676 Sędzia: Saïd Ennjimi (Centre Ouest) |
|                       | kartki: · Martial 59' |           | kartki: · 72' Dabo · 90' Congré |                                                                              |

### 26 kolejka (20 lutego - 22 lutego, 4 marca)
| 20 lutego 2015 20:30 | OGC Nice                                                                    | 0:1(0:0)Raport | AS Monaco · 85' Silva     | Allianz Riviera, Nicea Widzów: 24 130 Sędzia: Benoît Bastien (Lotaryngia) |
|                      | kartki: · Mendy 26' · Gomis 57' · Diawara 77' · Koziello 87' · Eysseric 87' |                | kartki: · 45+3' Abdennour |                                                                           |

| 21 lutego 2015 17:00 | Paris Saint-Germain · Rabiot 27', 48' · Silva 74' | 3:1(1:0)Raport | Toulouse FC · 51' Ben Yedder | Parc des Princes, Paryż Widzów: 45 628 Sędzia: Amaury Delerue (Akwitania) |
|                      | kartki: · Cavani 45+2' · Bahebeck 88'             |                | kartki: · 86' Aguilar        |                                                                           |

| 21 lutego 2015 20:00 | Bastia · Sio 22' · Ayité 40' | 2:1(2:1)Raport | Lille OSC · 17' Mendes | Stade Armand Cesari, Bastia Widzów: 11 621 Sędzia: Sébastien Desiage (Rodan-Alpy) |
|                      |                              |                | kartki: · 63' Corchia  |                                                                                   |

| 21 lutego 2015 20:00 | SM Caen · Féret 7' (k.) · Sala 35', 75' · Bazile 36' | 4:1(3:1)Raport | RC Lens · 45' El Jadeyaoui             | Stade Michel d’Ornano, Caen Widzów: 17 751 Sędzia: Tony Chapron (Rodan-Alpy) |
|                      | kartki: · Imorou 38'                                 |                | kartki: · 59' Coulibaly · 74' Valdivia |                                                                              |

| 21 lutego 2015 20:00 | Stade Rennes · Ntep 11'                         | 1:1(1:0)Raport | Girondins Bordeaux · 77' (k.) Khazri               | Stade de la Route de Lorient, Rennes Widzów: 16 833 Sędzia: Mikael Lesage (Dolna Normandia) |
|                      | kartki: · Doucouré 43' · Ntep 78' · Moreira 80' |                | kartki: · 31' Thelin · 49' Carrasso · 50' Chantôme |                                                                                             |

| 22 lutego 2015 14:00 | EA Guingamp | 0:2(0:1)Raport | Montpellier HSC · 2' Sanson · 55' Bérigaud | Stade du Roudourou, Guingamp Widzów: 13 942 Sędzia: Alexandre Castro (Rodan-Alpy) |
|                      |             |                | kartki: · 87' Tiéné                        |                                                                                   |

| 22 lutego 2015 17:00 | Olympique Lyon · Fekir 67'     | 1:0(0:0)Raport | FC Nantes                                                                    | Stade Gerland, Lyon Widzów: 36 819 Sędzia: Fredy Fautrel (Dolna Normandia) |
|                      | kartki: · Ferri 34' · Dabo 80' |                | kartki: · 31' Deaux · 45' Bessat · 54' Djilobodji · 55' Gakpé · 59' Cissokho |                                                                            |

| 22 lutego 2015 17:00 | Stade de Reims      | 0:0Raport | FC Metz                               | Stade Auguste Delaune, Reims Widzów: 12 575 Sędzia: Wilfried Bien (Rodan-Alpy) |
|                      | kartki: · Conte 49' |           | kartki: · 53' Philipps · 61' Palomino |                                                                                |

| 22 lutego 2015 21:00 | AS Saint-Étienne · Gradel 54' (k.) · Erdinç 90+1' | 2:2(0:0)Raport | Olympique Marsylia · 64', 67' Batshuayi                       | Stade Geoffroy-Guichard, Saint-Étienne Widzów: 35 651 Sędzia: Clément Turpin (Burgundia) |
|                      | kartki: · Mollo 90+2'                             |                | kartki: · 51' Dja Djédjé · 59' Ocampos · 65' Aloé · 81' Fanni |                                                                                          |

| 4 marca 2015 19:00 | Evian · N'Sikulu 25'                          | 1:0(1:0)Raport | Lorient                                           | Parc des Sports, Annecy Widzów: 7 643 Sędzia: Frank Schneider (Alzacja) |
|                    | kartki: · Cambon 19' · Barbosa 59' · Koné 89' |                | kartki: · 66' Bellugou · 89' Gassama · 90+1' Ayew |                                                                         |

### 27 kolejka (27 lutego - 1 marca)
| 27 lutego 2015 20:30 | Olympique Marsylia · Ayew 45+3' · Gignac 63' | 2:3(1:0)Raport | SM Caen · 67' Seube · 70' Sala · 87' Benezet | Stade Vélodrome, Marsylia Widzów: 44 614 Sędzia: Sébastien Desiage (Rodan-Alpy) |
|                      | kartki: · Dja Djédjé 22'                     |                | kartki: · 2' Yahia                           |                                                                                 |

| 28 lutego 2015 16:00 | Lille OSC · Gueye 56' · Lopes 60'   | 2:1(0:1)Raport | Olympique Lyon · 2' Tolisso          | Stade Pierre-Mauroy, Villeneuve-d’Ascq Widzów: 40 080 Sędzia: Lionel Jaffredo (Bretania) |
|                      | kartki: · Lopes 51' · Delaplace 80' |                | kartki: · 63' Bedimo · 78' Lacazette |                                                                                          |

| 28 lutego 2015 20:00 | Girondins Bordeaux · Thelin 18' | 1:1(1:1)Raport | Stade de Reims · 32' Charbonnier | Stade Chaban-Delmas, Bordeaux Widzów: 19 212 Sędzia: Tony Chapron (Rodan-Alpy) |
|                      | kartki: · Chantôme 59'          |                | kartki: · 72' Signorino          |                                                                                |

| 28 lutego 2015 20:00 | RC Lens                                                    | 0:1(0:1)Raport | Stade Rennes · 36' Doucouré | Stade de la Licorne, Amiens Widzów: 7 549 Sędzia: Benoît Millot (Île-de-France) |
|                      | kartki: · Kantari 62' · Guillaume 69' · El Jadeyaoui 90+1' |                | kartki: · 90' Habibou       |                                                                                 |

| 28 lutego 2015 20:00 | Lorient · Bellugou 16' · Bruno 85' | 2:0(1:0)Raport | Bastia               | Stade Yves Allainmat, Lorient Widzów: 13 619 Sędzia: Wilfried Bien (Rodan-Alpy) |
|                      | kartki: · Abdullah 81'             |                | kartki: · 42' Gillet |                                                                                 |

| 28 lutego 2015 20:00 | FC Metz · Sarr 45'                                   | 1:2(1:1)Raport | Evian · 29' (sam.) Carrasso · 73' Sunu | Stade Municipal Saint-Symphorien, Metz Widzów: 16 286 Sędzia: Philippe Kalt (Alzacja) |
|                      | kartki: · Philipps 22' · Palomino 30' · Rivierez 38' |                | kartki: · 45+2' Duhamel                |                                                                                       |

| 28 lutego 2015 20:00 | Toulouse FC · Akpa-Akpro 88'       | 1:1(0:1)Raport | AS Saint-Étienne · 45' (k.) Gradel | Stadium Municipal, Tuluza Widzów: 14 579 Sędzia: Frank Schneider (Alzacja) |
|                      | kartki: · Spajić 44' · Grigore 68' |                | kartki: · 80' Hamouma              |                                                                            |

| 1 marca 2015 14:00 | FC Nantes · Bammou 68'                                                                 | 1:0(0:0)Raport | EA Guingamp                                                        | Stade de la Beaujoire, Nantes Widzów: 24 118 Sędzia: Amaury Delerue (Akwitania) |
|                    | kartki: · Deaux 28' · Gakpé 30' · Djilobodji 32' · Vizcarrondo 40', 90' · Veretout 60' |                | kartki: · 28' Pied · 43' Jacobsen · 53' Marcus Coco · 79' Sankharé |                                                                                 |

| 1 marca 2015 17:00 | Montpellier HSC · Dabo 45' · Barrios 66'             | 2:1(1:1)Raport | OGC Nice · 36' (k.) Bauthéac                                        | Stade de la Mosson, Montpellier Widzów: 12 083 Sędzia: Ruddy Buquet (Pikardia) |
|                    | kartki: · Deplagne 35' · Jourdren 86' · Marveaux 89' |                | kartki: · 15' Eduardo · 18' Rafetraniaina · 39' Hult · 88' Eysseric |                                                                                |

| 1 marca 2015 21:00 | AS Monaco             | 0:0Raport | Paris Saint-Germain                   | Stadion Ludwika II, Monako Widzów: 12 065 Sędzia: Bartolomeu Varela (Bretania) |
|                    | kartki: · Subašić 90' |           | kartki: · 72' van der Wiel · 88' Luiz |                                                                                |

### 28 kolejka (6 marca - 8 marca)
| 6 marca 2015 20:30 | Toulouse FC · Ben Yedder 77' | 1:6(0:4)Raport | Olympique Marsylia · 2', 44' Batshuayi · 6' Aloé · 20' (sam.) Moubandje · 78' Ayew · 89' Gignac | Stadium Municipal, Tuluza Widzów: 19 000 Sędzia: Tony Chapron (Rodan-Alpy) |
|                    | kartki: · Akpa-Akpro 90+1'   |                | kartki: · 35' Mandanda · 62' Ayew                                                               |                                                                            |

| 7 marca 2015 17:00 | Paris Saint-Germain · Luiz 44' · Ibrahimović 60' (k.) · Matuidi 80' · Pastore 83' | 4:1(1:0)Raport | RC Lens · 68' Touzghar                              | Parc des Princes, Paryż Widzów: 46 279 Sędzia: Wilfried Bien (Rodan-Alpy) |
|                    | kartki: · Luiz 90+2'                                                              |                | kartki: · 31' Baal · 43' Nomenjanahary · 72' Gbamin |                                                                           |

| 7 marca 2015 20:00 | Bastia · Gillet 26' · Sio 68'               | 2:1(1:1)Raport | OGC Nice · 17' Eduardo                                       | Stade Armand Cesari, Bastia Widzów: 13 777 Sędzia: Fredy Fautrel (Dolna Normandia) |
|                    | kartki: · Sio 3' · Diakité 8' · Cahuzac 52' |                | kartki: · 14', 83' Diawara · 27' Hult · 44' Puel · 77' Amavi |                                                                                    |

| 7 marca 2015 20:00 | SM Caen · Privat 72'              | 1:2(0:0)Raport | Girondins Bordeaux · 69', 90+5' (k.) Rolán                    | Stade Michel d’Ornano, Caen Widzów: 20 067 Sędzia: Olivier Thual (Akwitania) |
|                    | kartki: · Nangis 31' · Saad 90+2' |                | kartki: · 54' Ilori · 60' Khazri · 72' Chantôme · 88' Pallois |                                                                              |

| 7 marca 2015 20:00 | Evian · Sougou 78' | 1:3(0:2)Raport | AS Monaco · 18' Martial · 35' (sam.) Abdallah · 60' Touré | Parc des Sports, Annecy Widzów: 10 905 Sędzia: Nicolas Rainville (Langwedocja-Roussillon) |
|                    |                    |                | kartki: · 83' Kondogbia                                   |                                                                                           |

| 7 marca 2015 20:00 | Stade de Reims · Bourillon 14' · Mandi 16' · N’Gog 59'                  | 3:1(2:0)Raport | FC Nantes · 77' Bangoura                               | Stade Auguste Delaune, Reims Widzów: 15 261 Sędzia: Alexandre Castro (Rodan-Alpy) |
|                    | kartki: · Signorino 30' · Bourillon 55' · Charbonnier 77' · Conte 90+1' |                | kartki: · 23' Cissokho · 44' Alhadhur · 45+1' Bangoura |                                                                                   |

| 7 marca 2015 20:00 | Stade Rennes · Ntep 19' | 1:0(1:0)Raport | FC Metz                  | Stade de la Route de Lorient, Rennes Widzów: 17 174 Sędzia: Antony Gautier (Nord-Pas-de-Calais) |
|                    | kartki: · Ntep 81'      |                | kartki: · 90+2' Palomino |                                                                                                 |

| 8 marca 2015 14:00 | AS Saint-Étienne · Mollo 74' · Gradel 90'         | 2:0(0:0)Raport | Lorient                  | Stade Geoffroy-Guichard, Saint-Étienne Widzów: 30 921 Sędzia: Mikael Lesage (Dolna Normandia) |
|                    | kartki: · Gradel 55' · Clément 85' · Karamoko 87' |                | kartki: · 59', 67' Ndong |                                                                                               |

| 8 marca 2015 17:00 | EA Guingamp                       | 0:1(0:0)Raport | Lille OSC · 51' Roux                           | Stade du Roudourou, Guingamp Widzów: 13 639 Sędzia: Benoît Bastien (Lotaryngia) |
|                    | kartki: · Pied 62' · Yatabaré 66' |                | kartki: · 68' Gueye · 88' Enyeama · 89' Sidibé |                                                                                 |

| 8 marca 2015 21:00 | Montpellier HSC · Barrios 6'                                         | 1:5(1:2)Raport | Olympique Lyon · 30', 90+4' Lacazette · 40', 72' Fekir · 90+1' Tolisso   | Stade de la Mosson, Montpellier Widzów: 16 431 Sędzia: Amaury Delerue (Akwitania) |
|                    | kartki: · Deplagne 26' · El Kaoutari 28' · Jourdren 29' · Sanson 63' |                | kartki: · 9' Lacazette · 45' Jallet · 59' Rose · 65' Bedimo · 81' Umtiti |                                                                                   |

### 29 kolejka (13 marca - 15 marca)
| 13 marca 2015 20:30 | AS Monaco · Martial 22', 51' · Carvalho 42' | 3:0(2:0)Raport | Bastia                          | Stadion Ludwika II, Monako Widzów: 5 764 Sędzia: Ruddy Buquet (Pikardia) |
|                     |                                             |                | kartki: · 32' Diakité · 72' Sio |                                                                          |

| 13 marca 2015 20:30 | OGC Nice · Bauthéac 57'              | 1:2(0:0)Raport | EA Guingamp · 49', 61' Mandanne     | Allianz Riviera, Nicea Widzów: 0 Sędzia: Benoît Millot (Île-de-France) |
|                     | kartki: · Eduardo 13' · Bauthéac 43' |                | kartki: · 55' Mathis · 67' Mandanne |                                                                        |

| 14 marca 2015 17:00 | FC Metz · Lejeune 56' · Ngbakoto 90+1' (k.) | 2:3(0:2)Raport | AS Saint-Étienne · 38' Gradel · 42' Erdinç · 80' Mollo | Stade Municipal Saint-Symphorien, Metz Widzów: 16 721 Sędzia: Nicolas Rainville (Langwedocja-Roussillon) |
|                     | kartki: · Métanire 52' · Marchal 90+2'      |                |                                                        | |

| 14 marca 2015 20:00 | RC Lens · Chavarría 77'                  | 1:0(0:0)Raport | Toulouse FC           | Stade de la Licorne, Amiens Widzów: 7 494 Sędzia: Sébastien Desiage (Rodan-Alpy) |
|                     | kartki: · Nomenjanahary 66' · Landre 90' |                | kartki: · 68' Grigore |                                                                                  |

| 14 marca 2015 20:00 | Lorient · Guerreiro 43' · Ayew 60' | 2:1(1:1)Raport | SM Caen · 41' Bazile              | Stade Yves Allainmat, Lorient Widzów: 12 877 Sędzia: Philippe Kalt (Alzacja) |
|                     |                                    |                | kartki: · 17' Da Silva · 67' Saad |                                                                              |

| 14 marca 2015 20:00 | Montpellier HSC · Barrios 4', 73' · Sanson 90+2' | 3:1(1:0)Raport | Stade de Reims · 87' Oniangué | Stade de la Mosson, Montpellier Widzów: 11 250 Sędzia: Fredy Fautrel (Dolna Normandia) |
|                     | kartki: · Dabo 48'                               |                | kartki: · 7' Charbonnier      |                                                                                        |

| 14 marca 2015 20:00 | FC Nantes · N’Koudou 45' · Gakpé 47' | 2:1(1:0)Raport | Evian · 75' N'Sikulu                          | Stade de la Beaujoire, Nantes Widzów: 22 047 Sędzia: Bartolomeu Varela (Bretania) |
|                     | kartki: · Gomis 87' · N’Koudou 90'   |                | kartki: · 36' Mensah · 39' Koné · 53' Nounkeu |                                                                                   |

| 15 marca 2015 14:00 | Lille OSC · Origi 38', 63' (k.), 72' | 3:0(1:0)Raport | Stade Rennes           | Stade Pierre-Mauroy, Villeneuve-d’Ascq Widzów: 34 727 Sędzia: Clément Turpin (Burgundia) |
|                     | kartki: · Pavard 44'                 |                | kartki: · 42' Doucouré |                                                                                          |

| 15 marca 2015 17:00 | Girondins Bordeaux · Sané 18' · Khazri 70' · Rolán 89' | 3:2(1:0)Raport | Paris Saint-Germain · 50', 85' (k.) Ibrahimović       | Stade Chaban-Delmas, Bordeaux Widzów: 32 236 Sędzia: Lionel Jaffredo (Bretania) |
|                     | kartki: · Contento 47' · Mariano 84'                   |                | kartki: · 40' Motta · 43' Verratti · 64' van der Wiel |                                                                                 |

| 15 marca 2015 21:00 | Olympique Marsylia                                                    | 0:0Raport | Olympique Lyon                                  | Stade Vélodrome, Marsylia Widzów: 62 832 Sędzia: Benoît Bastien (Lotaryngia) |
|                     | kartki: · Gignac 37' · Mendy 64' · Payet 84' · Morel 86' · Imbula 88' |           | kartki: · 25' Ferri · 88' Rose · 90' Malbranque |                                                                              |

### 30 kolejka (20 marca - 22 marca)
| 20 marca 2015 20:30 | Paris Saint-Germain · Ibrahimović 4' (k.), 82' (k.), 90+2' | 3:1(1:0)Raport | Lorient · 67' Ayew                 | Parc des Princes, Paryż Widzów: 45 705 Sędzia: Tony Chapron (Rodan-Alpy) |
|                     | kartki: · Motta 57' · Verratti 74'                         |                | kartki: · 3' Lecomte · 74' Gassama |                                                                          |

| 21 marca 2015 16:00 | Olympique Lyon · Gonalons 56'                             | 1:2(0:1)Raport | OGC Nice · 23' Eduardo · 86' Eysseric             | Stade Gerland, Lyon Widzów: 36 300 Sędzia: Antony Gautier (Nord-Pas-de-Calais) |
|                     | kartki: · Fekir 30' · Koné 53' · Gonalons 59' · N’Jie 62' |                | kartki: · 5', 54' Palun · 79' Pléa · 83' Koziello |                                                                                |

| 21 marca 2015 20:00 | Bastia                | 0:0Raport | EA Guingamp            | Stade Parsemain, Istres Widzów: 0 Sędzia: Stéphane Lannoy (Nord-Pas-de-Calais) |
|                     | kartki: · Marange 30' |           | kartki: · 14' Sankharé |                                                                                |

| 21 marca 2015 20:00 | SM Caen | 0:0Raport | FC Metz | Stade Michel d’Ornano, Caen Widzów: 15 810 Sędzia: Alexandre Castro (Rodan-Alpy) |
|                     |         |           |         |                                                                                  |

| 21 marca 2015 20:00 | Evian · N'Sikulu 85'                   | 1:0(0:0)Raport | Montpellier HSC | Parc des Sports, Annecy Widzów: 8 730 Sędzia: Mikael Lesage (Dolna Normandia) |
|                     | kartki: · Mongongu 23' · Thomasson 88' |                |                 |                                                                               |

| 21 marca 2015 20:00 | Stade Rennes | 0:0Raport | FC Nantes                           | Stade de la Route de Lorient, Rennes Widzów: 25 140 Sędzia: Wilfried Bien (Rodan-Alpy) |
|                     |              |           | kartki: · 67' Bessat · 89' Alhadhur |                                                                                        |

| 21 marca 2015 20:00 | Toulouse FC · Ben Yedder 18' · Kana-Biyik 61' | 2:1(1:1)Raport | Girondins Bordeaux · 29' Rolán                      | Stadium Municipal, Tuluza Widzów: 15 288 Sędzia: Ruddy Buquet (Pikardia) |
|                     | kartki: · Yago 30' · Pešić 62'                |                | kartki: · 17' Plašil · 62' Khazri · 62', 90+2' Sané |                                                                          |

| 22 marca 2015 14:00 | AS Saint-Étienne · Gradel 63', 74'               | 2:0(0:0)Raport | Lille OSC                         | Stade Geoffroy-Guichard, Saint-Étienne Widzów: 32 185 Sędzia: Saïd Ennjimi (Centre Ouest) |
|                     | kartki: · Gradel 19' · Clément 56' · Tabanou 71' |                | kartki: · 28' Balmont · 52' Lopes |                                                                                           |

| 22 marca 2015 17:00 | Stade de Reims · Rigonato 70'                     | 1:3(0:2)Raport | AS Monaco · 5' Fabinho · 14' Martial · 79' Dirar | Stade Auguste Delaune, Reims Widzów: 14 692 Sędzia: Frank Schneider (Alzacja) |
|                     | kartki: · Conte 21' · Moukandjo 65' · Mavinga 78' |                | kartki: · 43' Toulalan · 53' Ferreira Carrasco   |                                                                               |

| 22 marca 2015 21:00 | RC Lens                                            | 0:4(0:0)Raport | Olympique Marsylia · 46', 90+3' Batshuayi · 67' Romao · 72' Ayew | Stade de France, Saint-Denis Widzów: 70 122 Sędzia: Fredy Fautrel (Dolna Normandia) |
|                     | kartki: · Valdivia 11' · Gbamin 35' · Lemoigne 66' |                | kartki: · 22' Dja Djédjé · 90' Imbula                            |                                                                                     |

### 31 kolejka (3 kwietnia - 5 kwietnia)
| 3 kwietnia 2015 20:30 | AS Monaco · Martial 68'                            | 1:1(0:0)Raport | AS Saint-Étienne · 62' Erdinç | Stadion Ludwika II, Monako Widzów: 8 894 Sędzia: Lionel Jaffredo (Bretania) |
|                       | kartki: · Moutinho 64' · Raggi 83' · Fabinho 90+2' |                | kartki: · 70' Tabanou         |                                                                             |

| 4 kwietnia 2015 17:00 | EA Guingamp · Beauvue 80'        | 1:3(0:2)Raport | Olympique Lyon · 26' Fekir · 39' (k.) Lacazette · 61' N’Jie | Stade du Roudourou, Guingamp Widzów: 17 381 Sędzia: Clément Turpin (Burgundia) |
|                       | kartki: · Pied 42' · Kerbrat 45' |                | kartki: · 35' Rose · 40' Lacazette                          |                                                                                |

| 4 kwietnia 2015 20:00 | Lille OSC · Corchia 18' · Origi 48' · Roux 72' | 3:1(1:0)Raport | Stade de Reims · 52' de Préville                       | Stade Pierre-Mauroy, Villeneuve-d’Ascq Widzów: 38 632 Sędzia: Olivier Thual (Akwitania) |
|                       | kartki: · Kjær 49'                             |                | kartki: · 30' Bourillon · 38' Rigonato · 54' Signorino |                                                                                         |

| 4 kwietnia 2015 20:00 | Lorient               | 0:3(0:2)Raport | Stade Rennes · 17' Mexer · 43' Armand · 50' Doucouré | Stade Yves Allainmat, Lorient Widzów: 14 718 Sędzia: Sébastien Desiage (Rodan-Alpy) |
|                       | kartki: · Le Goff 45' |                | kartki: · 41' Fernandes                              |                                                                                     |

| 4 kwietnia 2015 20:00 | FC Metz · Maïga 25', 42', 54'      | 3:2(2:1)Raport | Toulouse FC · 22' Ben Yedder · 90' Doumbia                           | Stade Municipal Saint-Symphorien, Metz Widzów: 20 072 Sędzia: Bartolomeu Varela (Bretania) |
|                       | kartki: · Sarr 2' · Palomino 90+2' |                | kartki: · 6' Pešić · 10', 60' Tisserand · 71' Regattin · 80' Bodiger |                                                                                            |

| 4 kwietnia 2015 20:00 | Montpellier HSC · Barrios 69' (k.) · Mounier 72' (k.) · Sanson 90+1' | 3:1(0:1)Raport | Bastia · 35' Sio                     | Stade de la Mosson, Montpellier Widzów: 11 349 Sędzia: Alexandre Castro (Rodan-Alpy) |
|                       | kartki: · Marveaux 87'                                               |                | kartki: · 68' Modesto · 70' Palmieri |                                                                                      |

| 4 kwietnia 2015 20:00 | OGC Nice · Bosetti 45+1' · Eysseric 68'                                     | 2:2(1:1)Raport | Evian · 18' Nounkeu · 78' (sam.) Gomis                           | Allianz Riviera, Nicea Widzów: 18 518 Sędzia: Stéphane Lannoy (Nord-Pas-de-Calais) |
|                       | kartki: · Pouplin 9' · Gomis 16' · Bosetti 75' · Amavi 87' · Bauthéac 90+3' |                | kartki: · 30' Nielsen · 56' Tejeda · 87' Abdallah · 90+3' Sougou |                                                                                    |

| 5 kwietnia 2015 14:00 | Girondins Bordeaux · Mariano 80' · Maurice-Belay 90+3' | 2:1(0:0)Raport | RC Lens · 86' Chavarría                 | Stade Chaban-Delmas, Bordeaux Widzów: 22 407 Sędzia: Philippe Kalt (Alzacja) |
|                       | kartki: · Contento 42'                                 |                | kartki: · 62' Chavarría · 63' Coulibaly |                                                                              |

| 5 kwietnia 2015 17:00 | FC Nantes · Bedoya 11' | 1:2(1:0)Raport | SM Caen · 80' (k.) Sala · 90+2' Lemar | Stade de la Beaujoire, Nantes Widzów: 25 560 Sędzia: Benoît Millot (Île-de-France) |
|                       | kartki: · Bedoya 73'   |                | kartki: · 60' Seube · 62' Appiah      |                                                                                    |

| 5 kwietnia 2015 21:00 | Olympique Marsylia · Gignac 30', 43'      | 2:3(2:1)Raport | Paris Saint-Germain · 35' Matuidi · 49' Marquinhos · 51' (sam.) Morel | Stade Vélodrome, Marsylia Widzów: 65 148 Sędzia: Ruddy Buquet (Pikardia) |
|                       | kartki: · Romao 9' · Fanni 23' · Ayew 54' |                | kartki: · 45' Pastore · 65' Verratti                                  |                                                                          |

### 32 kolejka (10 kwietnia, 12 kwietnia, 15 kwietnia, 28 kwietnia)
| 10 kwietnia 2015 20:30 | SM Caen                           | 0:3(0:1)Raport | AS Monaco · 29' Martial · 64', 84' Silva | Stade Michel d’Ornano, Caen Widzów: 20 065 Sędzia: Tony Chapron (Rodan-Alpy) |
|                        | kartki: · Bazile 17' · Imorou 42' |                |                                          |                                                                              |

| 12 kwietnia 2015 14:00 | AS Saint-Étienne · Tabanou 18'                                             | 1:0(1:0)Raport | FC Nantes                             | Stade Geoffroy-Guichard, Saint-Étienne Widzów: 37 417 Sędzia: Clément Turpin (Burgundia) |
|                        | kartki: · Théophile-Catherine 44' · Lemoine 70' · Ruffier 71' · Perrin 78' |                | kartki: · 68' Bedoya · 86' Djilobodji |                                                                                          |

| 12 kwietnia 2015 17:00 | Evian                                                          | 0:1(0:0)Raport | Lille OSC · 81' (k.) Boufal        | Parc des Sports, Annecy Widzów: 9 986 Sędzia: Fredy Fautrel (Dolna Normandia) |
|                        | kartki: · Ninković 22' · Nounkeu 80' · Cambon 81' · Sougou 85' |                | kartki: · 37' Kjær · 90+3' Corchia |                                                                               |

| 12 kwietnia 2015 17:00 | RC Lens                                              | 0:0Raport | Lorient               | Stade de la Licorne, Amiens Widzów: 7 468 Sędzia: Sébastien Moreira (Franche-Comté) |
|                        | kartki: · Madiani 59' · Valdivia 76' · Cyprien 90+4' |           | kartki: · 69' Mostefa |                                                                                     |

| 12 kwietnia 2015 17:00 | Stade de Reims                                | 0:1(0:1)Raport | OGC Nice · 4' Benrahma                            | Stade Auguste Delaune, Reims Widzów: 14 905 Sędzia: Mikael Lesage (Dolna Normandia) |
|                        | kartki: · Mandi 31' · Rigonato 75' · Kyei 77' |                | kartki: · 29' Bauthéac · 36' Genevois · 51' Amavi |                                                                                     |

| 12 kwietnia 2015 17:00 | Stade Rennes · Toivonen 80'                           | 1:0(0:0)Raport | EA Guingamp                                                    | Stade de la Route de Lorient, Rennes Widzów: 27 193 Sędzia: Antony Gautier (Nord-Pas-de-Calais) |
|                        | kartki: · Henrique 36' · Doucouré 78' · Fernandes 82' |                | kartki: · 15' Giresse · 47' Diallo · 75' Yatabaré · 78' Mathis |                                                                                                 |

| 12 kwietnia 2015 17:00 | Toulouse FC · Trejo 45+2'          | 1:0(1:0)Raport | Montpellier HSC                     | Stadium Municipal, Tuluza Widzów: 18 734 Sędzia: Wilfried Bien (Rodan-Alpy) |
|                        | kartki: · Ninkov 27' · Doumbia 55' |                | kartki: · 77' Hilton · 81' Deplagne |                                                                             |

| 12 kwietnia 2015 21:00 | Girondins Bordeaux · Yamberé 61'  | 1:0(0:0)Raport | Olympique Marsylia  | Stade Chaban-Delmas, Bordeaux Widzów: 32 408 Sędzia: Bartolomeu Varela (Bretania) |
|                        | kartki: · Khazri 55' · Plašil 56' |                | kartki: · 36' Mendy |                                                                                   |

| 15 kwietnia 2015 18:30 | Olympique Lyon · Yattara 77' · Lacazette 85' | 2:0(0:0)Raport | Bastia | Stade Gerland, Lyon Widzów: 36 549 Sędzia: Lionel Jaffredo (Bretania) |
|                        | kartki: · Koné 45+1' · Umtiti 80'            |                |        |                                                                       |

| 28 kwietnia 2015 21:00 | Paris Saint-Germain · Verratti 25' · Cavani 42' · van der Wiel 77' | 3:1(2:0)Raport | FC Metz · 53' Maïga | Parc des Princes, Paryż Widzów: 46 337 Sędzia: Mikael Lesage (Dolna Normandia) |
|                        | kartki: · Verratti 65'                                             |                | kartki: · 40' Sassi |                                                                                |

### 33 kolejka (17 kwietnia - 19 kwietnia)
| 17 kwietnia 2015 20:30 | FC Nantes · Gakpé 20' | 1:0(1:0)Raport | Olympique Marsylia                            | Stade de la Beaujoire, Nantes Widzów: 36 022 Sędzia: Stéphane Lannoy (Nord-Pas-de-Calais) |
|                        | kartki: · Gomis 41'   |                | kartki: · 71' Morel · 73' N’Koulou · 89' Ayew |                                                                                           |

| 18 kwietnia 2015 17:00 | OGC Nice · Bodmer 45+1' | 1:3(1:1)Raport | Paris Saint-Germain · 39', 63' Pastore · 69' (k.) Cavani | Allianz Riviera, Nicea Widzów: 25 145 Sędzia: Sébastien Desiage (Rodan-Alpy) |
|                        | kartki: · Amavi 75'     |                | kartki: · 32' Pastore · 76' Sirigu                       |                                                                              |

| 18 kwietnia 2015 20:00 | Bastia · Sio 47'                                   | 1:2(0:2)Raport | Stade de Reims · 5' N’Gog · 45+1' Mandi                                      | Stade Armand Cesari, Bastia Widzów: 15 452 Sędzia: Benoît Millot (Île-de-France) |
|                        | kartki: · Gillet 24' · Cahuzac 53' · Peybernes 71' |                | kartki: · 37' N’Gog · 41' Fofana · 49' Weber · 69' Roberge · 70' de Préville |                                                                                  |

| 18 kwietnia 2015 20:00 | EA Guingamp · Beauvue 44' | 1:1(1:0)Raport | Evian · 50' Blandi                | Stade du Roudourou, Guingamp Widzów: 13 788 Sędzia: Ruddy Buquet (Pikardia) |
|                        | kartki: · Mathis 52'      |                | kartki: · 31' Blandi · 74' Sabaly |                                                                             |

| 18 kwietnia 2015 20:00 | Lorient                                            | 0:1(0:1)Raport | Toulouse FC · 28' Braithwaite | Stade Yves Allainmat, Lorient Widzów: 13 511 Sędzia: Alexandre Castro (Rodan-Alpy) |
|                        | kartki: · Le Goff 27' · Bellugou 74' · Gassama 78' |                | kartki: · 85' Moubandje       |                                                                                    |

| 18 kwietnia 2015 20:00 | FC Metz · Malouda 13' · Sarr 57' (k.) · Maïga 79' | 3:1(1:0)Raport | RC Lens · 89' Madiani              | Stade Municipal Saint-Symphorien, Metz Widzów: 16 875 Sędzia: Frank Schneider (Alzacja) |
|                        | kartki: · Bussmann 25'                            |                | kartki: · 44' Gbamin · 77' Cyprien |                                                                                         |

| 18 kwietnia 2015 20:00 | AS Monaco · Silva 28'   | 1:1(1:0)Raport | Stade Rennes · 87' Habibou         | Stadion Ludwika II, Monako Widzów: 6 527 Sędzia: Olivier Thual (Akwitania) |
|                        | kartki: · Echiéjilé 90' |                | kartki: · 16' André · 57' Henrique |                                                                            |

| 19 kwietnia 2015 14:00 | Lille OSC · Roux 13' · Traoré 90+4'             | 2:0(1:0)Raport | Girondins Bordeaux                                  | Stade Pierre-Mauroy, Villeneuve-d’Ascq Widzów: 37 605 Sędzia: Mikael Lesage (Dolna Normandia) |
|                        | kartki: · Mavuba 37' · Balmont 65' · Traoré 86' |                | kartki: · 30' Mariano · 65' Biyogo Poko · 68' Ilori |                                                                                               |

| 19 kwietnia 2015 17:00 | Montpellier HSC · Hilton 4' | 1:0(1:0)Raport | SM Caen              | Stade de la Mosson, Montpellier Widzów: 11 308 Sędzia: Antony Gautier (Nord-Pas-de-Calais) |
|                        | kartki: · Congré 69'        |                | kartki: · 67' Bazile |                                                                                            |

| 19 kwietnia 2015 21:00 | Olympique Lyon · N’Jie 24' · Jallet 48'                 | 2:2(1:2)Raport | AS Saint-Étienne · 31' (k.) Gradel · 45' Hamouma                           | Stade Gerland, Lyon Widzów: 37 715 Sędzia: Saïd Ennjimi (Centre Ouest) |
|                        | kartki: · Tolisso 3' · Rose 29' · Lopes 52' · Fekir 53' |                | kartki: · 9' Erdinç · 53' Gradel · 62' Clément · 66' Tabanou · 80' Corgnet |                                                                        |

### 34 kolejka (24 kwietnia - 26 kwietnia)
| 24 kwietnia 2015 20:30 | Olympique Marsylia · A. Ayew 59' · Morel 67' · Batshuayi 76' | 3:5(0:2)Raport | Lorient · 9', 84' J. Ayew · 14' Bellugou · 68' Philippoteaux · 86' Autret      | Stade Vélodrome, Marsylia Widzów: 55 180 Sędzia: Saïd Ennjimi (Centre Ouest) |
|                        | kartki: · Romao 41'                                          |                | kartki: · 51' Ndong · 62' Mostefa · 75' Abdullah · 87' J. Ayew · 90+3' Gassama |                                                                              |

| 25 kwietnia 2015 17:00 | Paris Saint-Germain · Maxwell 1' · Cavani 4', 73' (k.) · Lavezzi 28', 44', 77' | 6:1(4:0)Raport | Lille OSC · 59' Baša                               | Parc des Princes, Paryż Widzów: 45 001 Sędzia: Clément Turpin (Burgundia) |
|                        | kartki: · van der Wiel 76'                                                     |                | kartki: · 6' Kjær · 45+1', 72' Corchia · 88' Gueye |                                                                           |

| 25 kwietnia 2015 20:00 | Girondins Bordeaux · Khazri 83' | 1:1(0:1)Raport | FC Metz · 24' Sassi                             | Stade Chaban-Delmas, Bordeaux Widzów: 22 708 Sędzia: Sébastien Desiage (Rodan-Alpy) |
|                        | kartki: · Khazri 70'            |                | kartki: · 28' Lejeune · 34' Sassi · 81' Malouda |                                                                                     |

| 25 kwietnia 2015 20:00 | SM Caen                                    | 0:2(0:0)Raport | EA Guingamp · 49' Beauvue · 66' Marveaux       | Stade Michel d’Ornano, Caen Widzów: 18 807 Sędzia: Frank Schneider (Alzacja) |
|                        | kartki: · Kanté 45' · Sala 61' · Yahia 68' |                | kartki: · 10' Lemaître · 29' Pied · 87' Angoua |                                                                              |

| 25 kwietnia 2015 20:00 | Evian · Sunu 42' | 1:2(1:0)Raport | Bastia · 57', 86' Kamano              | Parc des Sports, Annecy Widzów: 8 521 Sędzia: Sébastien Moreira (Franche-Comté) |
|                        |                  |                | kartki: · 45+1' Ayité · 61' Boudebouz |                                                                                 |

| 25 kwietnia 2015 20:00 | Stade Rennes · Prcić 47' · Konradsen 90' | 2:1(0:1)Raport | OGC Nice · 22' Bauthéac               | Stade de la Route de Lorient, Rennes Widzów: 20 675 Sędzia: Tony Chapron (Rodan-Alpy) |
|                        | kartki: · André 32'                      |                | kartki: · 90+2' Eysseric · 90+3' Pléa |                                                                                       |

| 25 kwietnia 2015 20:00 | Toulouse FC · Regattin 22' | 1:1(1:0)Raport | FC Nantes · 88' Bedoya             | Stadium Municipal, Tuluza Widzów: 17 274 Sędzia: Lionel Jaffredo (Bretania) |
|                        | kartki: · Trejo 70'        |                | kartki: · 29' Cissokho · 51' Gomis |                                                                             |

| 26 kwietnia 2015 14:00 | AS Saint-Étienne · Gradel 20' | 1:0(1:0)Raport | Montpellier HSC                 | Stade Geoffroy-Guichard, Saint-Étienne Widzów: 35 231 Sędzia: Benoît Bastien (Lotaryngia) |
|                        | kartki: · Clément 31'         |                | kartki: · 49' Congré · 67' Dabo |                                                                                           |

| 26 kwietnia 2015 17:00 | RC Lens                                                  | 0:3(0:2)Raport | AS Monaco · 36' Ferreira Carrasco · 44' Martial · 72' Silva | Stade de la Licorne, Amiens Widzów: 11 228 Sędzia: Bartolomeu Varela (Bretania) |
|                        | kartki: · Lemoigne 18' · Valdivia 57' · El Jadeyaoui 69' |                | kartki: · 24' Fabinho                                       |                                                                                 |

| 26 kwietnia 2015 21:00 | Stade de Reims · Peuget 13' · Charbonnier 90+2' | 2:4(1:3)Raport | Olympique Lyon · 2' Tolisso · 6' Lacazette · 19' N’Jie · 90' (sam.) Tacalfred | Stade Auguste Delaune, Reims Widzów: 19 270 Sędzia: Fredy Fautrel (Dolna Normandia) |
|                        | kartki: · Peuget 82'                            |                | kartki: · 61' Lacazette · 70' Jallet · 73' Fekir                              |                                                                                     |

### 35 kolejka (1 maja - 3 maja)
| 1 maja 2015 20:30 | FC Metz               | 0:2(0:1)Raport | Olympique Marsylia · 38', 62' Gignac         | Stade Municipal Saint-Symphorien, Metz Widzów: 23 190 Sędzia: Benoît Millot (Île-de-France) |
|                   | kartki: · Malouda 40' |                | kartki: · 52' Lemina · 56' Gignac · 57' Ayew |                                                                                             |

| 2 maja 2015 17:00 | Olympique Lyon · Grenier 21' · Lacazette 38' (k.) | 2:0(2:0)Raport | Evian                 | Stade Gerland, Lyon Widzów: 36 839 Sędzia: Benoît Bastien (Lotaryngia) |
|                   | kartki: · Gonalons 65'                            |                | kartki: · 38' Nounkeu |                                                                        |

| 2 maja 2015 20:00 | Bastia · Ayité 84'                                           | 1:0(0:0)Raport | AS Saint-Étienne                              | Stade Armand Cesari, Bastia Widzów: 14 944 Sędzia: Stéphane Lannoy (Nord-Pas-de-Calais) |
|                   | kartki: · Diakité 35' · Danic 58' · Palmieri 82' · Cioni 87' |                | kartki: · 82' Hamouma · 90+3' van Wolfswinkel |                                                                                         |

| 2 maja 2015 20:00 | EA Guingamp · Beauvue 62' (k.) · Mandanne 90+4' | 2:0(0:0)Raport | Stade de Reims        | Stade du Roudourou, Guingamp Widzów: 14 662 Sędzia: Alexandre Castro (Rodan-Alpy) |
|                   | kartki: · Cardy 87'                             |                | kartki: · 61' Placide |                                                                                   |

| 2 maja 2015 20:00 | Lorient | 0:0Raport | Girondins Bordeaux   | Stade Yves Allainmat, Lorient Widzów: 16 143 Sędzia: Fredy Fautrel (Dolna Normandia) |
|                   |         |           | kartki: · 73' Saivet |                                                                                      |

| 2 maja 2015 20:00 | Montpellier HSC                       | 0:0Raport | Stade Rennes | Stade de la Mosson, Montpellier Widzów: 12 074 Sędzia: Frank Schneider (Alzacja) |
|                   | kartki: · Bérigaud 31' · Hilton 90+2' |           |              |                                                                                  |

| 2 maja 2015 20:00 | OGC Nice · Eduardo 41'            | 1:1(1:1)Raport | SM Caen · 15' Benezet  | Allianz Riviera, Nicea Widzów: 19 009 Sędzia: Philippe Kalt (Alzacja) |
|                   | kartki: · Amavi 82' · Honorat 88' |                | kartki: · 90+2' Appiah |                                                                       |

| 3 maja 2015 14:00 | Lille OSC · Boufal 41' (k.) · Sidibé 74' · Origi 90+4' | 3:1(1:1)Raport | RC Lens · 24' Chavarría                           | Stade Pierre-Mauroy, Villeneuve-d’Ascq Widzów: 41 435 Sędzia: Tony Chapron (Rodan-Alpy) |
|                   | kartki: · Gueye 14' · Kjær 69' · Boufal 79'            |                | kartki: · 28' Touzghar · 40' Landre · 81' Kantari |                                                                                         |

| 3 maja 2015 17:00 | AS Monaco · Silva 9' · Martial 45+1' (k.) · Moutinho 56' · Germain 90+2' | 4:1(2:1)Raport | Toulouse FC · 26' Braithwaite | Stadion Ludwika II, Monako Widzów: 7 006 Sędzia: Nicolas Rainville (Langwedocja-Roussillon) |
|                   | kartki: · Kondogbia 43' · Raggi 44' · Dirar 80'                          |                | kartki: · 80' Kana-Biyik      |                                                                                             |

| 3 maja 2015 21:00 | FC Nantes                                                        | 0:2(0:2)Raport | Paris Saint-Germain · 3' Cavani · 31' Matuidi    | Stade de la Beaujoire, Nantes Widzów: 34 088 Sędzia: Ruddy Buquet (Pikardia) |
|                   | kartki: · Djilobodji 25' · Deaux 50' · Bessat 67' · Cissokho 81' |                | kartki: · 37' Verratti · 73' Maxwell · 79' Motta |                                                                              |

### 36 kolejka (8 maja - 10 maja)
| 8 maja 2015 20:30 | Paris Saint-Germain · Cavani 2', 52', 70' · Ibrahimović 18', 90' (k.) · Maxwell 56' | 6:0(2:0)Raport | EA Guingamp                             | Parc des Princes, Paryż Widzów: 46 683 Sędzia: Sébastien Moreira (Franche-Comté) |
|                   | kartki: · Ibrahimović 30'                                                           |                | kartki: · 54' Sankharé · 90+2' Lemaître |                                                                                  |

| 9 maja 2015 17:00 | SM Caen · Benezet 41', 44' · Privat 85' | 3:0(2:0)Raport | Olympique Lyon          | Stade Michel d’Ornano, Caen Widzów: 19 842 Sędzia: Nicolas Rainville (Langwedocja-Roussillon) |
|                   | kartki: · Nangis 27'                    |                | kartki: · 69' Lacazette |                                                                                               |

| 9 maja 2015 20:00 | Girondins Bordeaux · Rolán 20' (k.), 69'           | 2:1(1:1)Raport | FC Nantes · 15' (k.) Veretout        | Stade Chaban-Delmas, Bordeaux Widzów: 31 495 Sędzia: Antony Gautier (Nord-Pas-de-Calais) |
|                   | kartki: · Contento 48' · Sertic 53' · Crivelli 87' |                | kartki: · 60' Rongier · 84' Veretout |                                                                                          |

| 9 maja 2015 20:00 | Evian · Sunu 45+3' · Duhamel 48' | 2:3(1:1)Raport | Stade de Reims · 40', 64' N’Gog · 85' Moukandjo | Parc des Sports, Annecy Widzów: 13 740 Sędzia: Lionel Jaffredo (Bretania) |
|                   | kartki: · Wass 25' · Nounkeu 29' |                | kartki: · 11' N’Gog · 60' Albæk · 85' Moukandjo |                                                                           |

| 9 maja 2015 20:00 | FC Metz                              | 0:4(0:2)Raport | Lorient · 12' Mostefa · 34' Philippoteaux · 55' Koné · 84' Ayew | Stade Municipal Saint-Symphorien, Metz Widzów: 16 986 Sędzia: Wilfried Bien (Rodan-Alpy) |
|                   | kartki: · Maïga 60' · Ngbakoto 90+3' |                | kartki: · 90+3' Lecomte                                         |                                                                                          |

| 9 maja 2015 20:00 | Stade Rennes                                                  | 0:1(0:0)Raport | Bastia · 78' Danic                                  | Stade de la Route de Lorient, Rennes Widzów: 20 368 Sędzia: Saïd Ennjimi (Centre Ouest) |
|                   | kartki: · Doucouré 34' · Fernandes 34' · Ntep 60' · Prcić 74' |                | kartki: · 34' Cahuzac · 37', 43' Kamano · 85' Danic |                                                                                         |

| 9 maja 2015 20:00 | Toulouse FC · Ben Yedder 30' · Trejo 81' · Braithwaite 83' | 3:2(1:1)Raport | Lille OSC · 9' Roux · 60' Boufal | Stadium Municipal, Tuluza Widzów: 19 830 Sędzia: Sébastien Desiage (Rodan-Alpy) |
|                   | kartki: · Bodiger 36'                                      |                | kartki: · 79' Sidibé             |                                                                                 |

| 10 maja 2015 14:00 | RC Lens                   | 0:1(0:0)Raport | Montpellier HSC · 90+2' Mounier  | Stade de la Licorne, Amiens Widzów: 8 343 Sędzia: Mikael Lesage (Dolna Normandia) |
|                    | kartki: · Landre 55', 65' |                | kartki: · 58' Martin · 86' Tiéné |                                                                                   |

| 10 maja 2015 17:00 | AS Saint-Étienne · Perrin 25' · Clément 40' · Erdinç 62' · Gradel 84' · Monnet-Paquet 88' | 5:0(2:0)Raport | OGC Nice                           | Stade Geoffroy-Guichard, Saint-Étienne Widzów: 32 770 Sędzia: Bartolomeu Varela (Bretania) |
|                    | kartki: · Clément 9' · Sall 11'                                                           |                | kartki: · 12' Bauthéac · 39' Amavi |                                                                                            |

| 10 maja 2015 21:00 | Olympique Marsylia · Ayew 79' · Alessandrini 87' | 2:1(0:1)Raport | AS Monaco · 1' Moutinho            | Stade Vélodrome, Marsylia Widzów: 62 471 Sędzia: Clément Turpin (Burgundia) |
|                    | kartki: · N’Koulou 27' · Romao 74' · Mendy 85'   |                | kartki: · 70' Carvalho · 72' Raggi |                                                                             |

### 37 kolejka (16 maja)
| 16 maja 2015 21:00 | Bastia · Ayité 12'  | 1:1(1:1)Raport | SM Caen · 10' Privat | Stade Armand Cesari, Bastia Widzów: 14 902 Sędzia: Alexandre Castro (Rodan-Alpy) |
|                    | kartki: · Cioni 27' |                | kartki: · 84' Privat |                                                                                  |

| 16 maja 2015 21:00 | Evian · Duhamel 42'                                                                    | 1:2(1:1)Raport | AS Saint-Étienne · 12', 82' (k.) Gradel | Parc des Sports, Annecy Widzów: 14 382 Sędzia: Ruddy Buquet (Pikardia) |
|                    | kartki: · Juelsgård 35' · Sorlin 41' · Mongongu 76' · Cambon 81' · Abdallah 88', 90+3' |                | kartki: · 26' Brison                    |                                                                        |

| 16 maja 2015 21:00 | EA Guingamp · Mandanne 5' · Beauvue 49' | 2:1(1:1)Raport | Toulouse FC · 26' (k.) Ben Yedder | Stade du Roudourou, Guingamp Widzów: 17 239 Sędzia: Benoît Bastien (Lotaryngia) |
|                    | kartki: · Kerbrat 60' · Diallo 86'      |                | kartki: · 82' Trejo               |                                                                                 |

| 16 maja 2015 21:00 | Lille OSC                           | 0:4(0:2)Raport | Olympique Marsylia · 2' Gignac · 26' Fanni · 70' Alessandrini · 76' Ayew | Stade Pierre-Mauroy, Villeneuve-d’Ascq Widzów: 44 286 Sędzia: Tony Chapron (Rodan-Alpy) |
|                    | kartki: · Balmont 28' · Corchia 39' |                | kartki: · 37' Imbula · 68' Alessandrini · 81' Mendy                      |                                                                                         |

| 16 maja 2015 21:00 | Olympique Lyon · Fekir 9'       | 1:1(1:1)Raport | Girondins Bordeaux · 3' Crivelli                               | Stade Gerland, Lyon Widzów: 39 961 Sędzia: Benoît Millot (Île-de-France) |
|                    | kartki: · Ferri 43' · Fekir 74' |                | kartki: · 12' Plašil · 33' Rolán · 39' Chantôme · 63' Guilbert |                                                                          |

| 16 maja 2015 21:00 | AS Monaco · Silva 45' · Germain 88' | 2:0(1:0)Raport | FC Metz                                           | Stadion Ludwika II, Monako Widzów: 8 627 Sędzia: Amaury Delerue (Akwitania) |
|                    |                                     |                | kartki: · 32' N’Daw · 52' Lejeune · 60' Ikaunieks |                                                                             |

| 16 maja 2015 21:00 | Montpellier HSC · Mounier 40'                    | 1:2(1:2)Raport | Paris Saint-Germain · 17' Matuidi · 25' Lavezzi                                 | Stade de la Mosson, Montpellier Widzów: 27 930 Sędzia: Fredy Fautrel (Dolna Normandia) |
|                    | kartki: · Hilton 45+1' · Deplagne 51' · Dabo 62' |                | kartki: · 45+1' Pastore · 53' Rabiot · 63' Cabaye · 67' Aurier · 90' Marquinhos |                                                                                        |

| 16 maja 2015 21:00 | FC Nantes · Audel 6'                       | 1:1(1:1)Raport | Lorient · 4' (sam.) Djilobodji | Stade de la Beaujoire, Nantes Widzów: 28 321 Sędzia: Olivier Thual (Akwitania) |
|                    | kartki: · Vizcarrondo 63' · Djilobodji 75' |                | kartki: · 41' Ndong            |                                                                                |

| 16 maja 2015 21:00 | OGC Nice · Amavi 29' · Digard 77' | 2:1(1:1)Raport | RC Lens · 14' Touzghar | Allianz Riviera, Nicea Widzów: 20 185 Sędzia: Nicolas Rainville (Langwedocja-Roussillon) |
|                    | kartki: · Bodmer 45'              |                | kartki: · 16' Cyprien  |                                                                                          |

| 16 maja 2015 21:00 | Stade de Reims · Charbonnier 60' (k.) | 1:0(0:0)Raport | Stade Rennes                   | Stade Auguste Delaune, Reims Widzów: 16 712 Sędzia: Stéphane Lannoy (Nord-Pas-de-Calais) |
|                    | kartki: · Oniangué 8' · Mfulu 37'     |                | kartki: · 59' Mexer · 67' Ntep |                                                                                          |

### 38 kolejka (23 maja)
| 23 maja 2015 21:00 | Girondins Bordeaux · Rolán 9', 39' | 2:1(2:0)Raport | Montpellier HSC · 63' Bakar | Stade Bordeaux-Atlantique, Bordeaux Widzów: 40 215 Sędzia: Benoît Bastien (Lotaryngia) |
|                    |                                    |                | kartki: · 55' Martin        |                                                                                        |

| 23 maja 2015 21:00 | SM Caen · Bazile 60', 68' · Sougou 66' (sam.) | 3:2(0:0)Raport | Evian · 86' Sorlin · 90+3' Sougou | Stade Michel d’Ornano, Caen Widzów: 19 937 Sędzia: Antony Gautier (Nord-Pas-de-Calais) |
|                    |                                               |                | kartki: · 37' Thomasson           |                                                                                        |

| 23 maja 2015 21:00 | RC Lens · Chavarría 5'           | 1:0(1:0)Raport | FC Nantes                            | Stade de la Licorne, Amiens Widzów: 9 123 Sędzia: Sébastien Moreira (Franche-Comté) |
|                    | kartki: · Moore 30' · Landre 47' |                | kartki: · 37' Deaux · 90+2' Veretout |                                                                                     |

| 23 maja 2015 21:00 | Lorient                        | 0:1(0:1)Raport | AS Monaco · 20' Ferreira Carrasco                                | Stade Yves Allainmat, Lorient Widzów: 15 844 Sędzia: Tony Chapron (Rodan-Alpy) |
|                    | kartki: · Ndong 23' · Ayew 71' |                | kartki: · 45+1' Moutinho · 61' Ferreira Carrasco · 90+1' Subašić |                                                                                |

| 23 maja 2015 21:00 | Olympique Marsylia · Payet 14' · Djiku 39' (sam.) · Ocampos 89' | 3:0(2:0)Raport | Bastia                | Stade Vélodrome, Marsylia Widzów: 59 533 Sędzia: Ruddy Buquet (Pikardia) |
|                    | kartki: · N’Koulou 76'                                          |                | kartki: · 34' Diakité |                                                                          |

| 23 maja 2015 21:00 | FC Metz · Palomino 83' | 1:4(0:3)Raport | Lille OSC · 40' Balmont · 41' Gueye · 44', 69' (k.) Roux | Stade Municipal Saint-Symphorien, Metz Widzów: 15 939 Sędzia: Bartolomeu Varela (Bretania) |
|                    |                        |                |                                                          |                                                                                            |

| 23 maja 2015 21:00 | Paris Saint-Germain · Cavani 30', 83' · Rabiot 45' | 3:2(2:0)Raport | Stade de Reims · 54' Mandi · 89' Kyei | Parc des Princes, Paryż Widzów: 46 297 Sędzia: Clément Turpin (Burgundia) |
|                    |                                                    |                | kartki: · 20' Fofana · 35' Albæk      |                                                                           |

| 23 maja 2015 21:00 | Stade Rennes | 0:1(0:0)Raport | Olympique Lyon · 86' N’Jie | Stade de la Route de Lorient, Rennes Widzów: 26 281 Sędzia: Philippe Kalt (Alzacja) |
|                    |              |                |                            |                                                                                     |

| 23 maja 2015 21:00 | AS Saint-Étienne · Gradel 36', 49' | 2:1(1:0)Raport | EA Guingamp · 61' (k.) Beauvue | Stade Geoffroy-Guichard, Saint-Étienne Widzów: 39 147 Sędzia: Fredy Fautrel (Dolna Normandia) |
|                    | kartki: · Brison 44' · Sall 61'    |                | kartki: · 51' Jacobsen         |                                                                                               |

| 23 maja 2015 21:00 | Toulouse FC · Ben Yedder 79' · Trejo 81' | 2:3(0:2)Raport | OGC Nice · 8' Maupay · 34', 53' Bauthéac                     | Stadium Municipal, Tuluza Widzów: 19 830 Sędzia: Lionel Jaffredo (Bretania) |
|                    | kartki: · Akpa-Akpro 35' · Bodiger 84'   |                | kartki: · 16' Koziello · 23' Maupay · 76' Palun · 83' Bodmer |                                                                             |